# Deprivace
Deprivace označuje nedostatečné uspokojení důležité psychické či fyzické potřeby jednotlivce. Nejčastěji bývá popisována jako citové strádání – jakýkoliv nedostatek citů a emocí pociťovaný jednotlivcem. Může se jednat o nedostatek prokazovaného a vnímaného osobního respektu, pociťovaného bezpečí, sdílené lásky nebo vzájemných sociálních vazeb, může ale jít i o osobní strádání z nedostatku dalších smyslových podnětů.
Slovo deprivace má svůj původ v latinském jazyce (privo – zbavit), ve své české podobě vzniklo pravděpodobně odvozením od anglického slova deprivation coby podstatného jména od slovesa deprive – odepřít (něco někomu). Slovo deprivace lze chápat jako ztrátu, zbavení, utrpení z nedostatku smyslových podnětů, dlouhodobé postrádání tělesných a psychických potřeb, smyslových podnětů u smyslové deprivace, ale zejména zbavení se toho druhého na úkor své sobeckosti nebo nedostatečné (rodičovské, životní, sociální, biologické citové apod.) zkušenosti.
Deprivaci lze také vnímat a chápat jako skrývání či odpírání zájmu. Tím, že před někým skrýváme ochotu a porozumění mu naslouchat a pomoci přesto, že je v naší moci podporu dávat, vyvoláme v tom druhém strádání. Odpíráme-li (skrýváme-li) někomu lásku, přátelství, zájem, naslouchání, tedy to, na co by měl mít z naší strany nárok, posilujeme v něm pocity zklamání a deziluze a nedostatku. Jedince trpícího nějakým druhem deprivace můžeme označit slovem deprivant.

## Klasifikace deprivací
Na základě jejich původu nebo oblasti působení lze rozlišovat několik druhů deprivací:

### Deprivace biologická
Jedinec takto strádá různými způsoby, např. nedostatečným přístupem k vyvážené stravě, v příjmu tekutin, vitamínů, tepla, hygieny, zdravotnické péče, nedostupností léků. Dlouhodobé prožívání biologické deprivace má vysoce negativní důsledky pro lidský organismus. Biologická deprivace může vést nejen k negativnímu úbytku zdraví, tělesného a duševního, ale i ke špatnému fungování mozku a vnitřních orgánů a k chorobnému potlačování volního jednání (vlivem deprese, studu apod.).

### Deprivace motorická
Lidé strádají nemožností cestovat, trpí nedostatkem soukromí a prostoru. Vlivem odpírání pohybu, nosný aparát trpí různými neduhy pohyblivosti a nejen to, dochází k prudkému zhoršování motorické inteligence a klesá umění motorického chování, protože se lidé pohybují v ostnaté spirále zbavování svobodného pohybu, nemají možnosti „cvičit“ svou motoriku.
Jiným způsobem se může projevit v rámci mučení zabráněním možnosti i malého tělesného pohybu: vyslýchaný oblečený v měkkých teplácích a bačkorách je přinucen nehybně stát s rukama opřenýma o zeď s roztaženými prsty v tichu a tmě – po několika hodinách vyslýchaný propadne nezvladatelné úzkosti a návalu paniky, který zlomí schopnost vzdorovat i válečným veteránům.

### Deprivace smyslová
V případě smyslové (senzorické) deprivace lidé strádají nedostatkem smyslových podnětů. Příkladem prostředí náchylnému pro senzorickou deprivaci je držení daného jedince v omezeném prostoru bez kontaktu s ostatními, stejně jako bez ničeho, co by ho mohlo zabavit nebo stimulovat, v horším případě bez indikace střídání dne a noci, nebo dokonce v permanentní tmě. Takové podmínky existovaly v minulosti v některých vězeních, žalářích, hladomornách apod. Z bližší minulosti pak na samotkách nebo v ústavech různého druhu. Mediálně známými případy dlouhodobě senzoricky deprivovaného člověka jsou Mordechaj Vanunu a Bradley Manning, v jehož případě probíhaly i diskuze, zdali podmínky jeho zadržování jsou či nejsou ve skutečnosti mučení. Smyslová deprivace byl jedním z předmětů zájmu tajného projektu MK-ULTRA.
Protože lidský mozek je evolučně navržen pro určité minimální množství smyslových podnětů, které je zvyklý zažít každý den, jejich odepření může vyústit ve snahu je kompenzovat, tedy vytvářet je tam, kde ve skutečnosti nejsou. Výsledkem tedy mohou být smyslové halucinace. Smyslovou deprivaci podstoupila v rámci pokusů řada dobrovolníků. Experimentálně bylo zjištěno, že halucinace se dostavují již během několika hodin. Jiným poznatkem bylo snížení krátkodobé vizuální paměti (potažmo paměti respektivních deprivovaných smyslů). Další vlivy zahrnují subjektivní vnímání času a rychlost tepu srdce či frekvence dýchání. Vlivem jednotvárných smyslových zážitků lidská inteligence klesá, vytrácí se též obrazotvornost a představivost, dochází k celkové devastaci vnímání a uchopování prožitků. Tato deprivace způsobuje rezignované chování.

### Deprivace sociální
Lidé strádají ztrátou sociální identity, například ztrátou kontaktů s blízkými, ztrátou zaměstnání, ztrátou bydliště, trpí odmítnutím vlastní rodinou a blízkými. Dlouhodobou nezaměstnaností se vzdalují příležitostem na změnu rostoucí negativní sociální situace a sociálního stavu.
Známý příklad jsou vlčí děti Amala a Kamala.

### Deprivace citová
Neuspokojená potřeba dotyku, přátelství, lásky a jistoty. Lidé strádají (ne)dotyky a (ne)láskou a štítivou lítostivostí toho takzvaného lepšího okolí. Potřeba lásky nebo přátelství je velmi silná, ale nemůže být plně a dlouhodobě uspokojena, vlivem depresí, těžko zvladatelnými pocity osamělosti, nemocemi nebo pracovními či finančními nesnázemi a vlivem zhoršujícího se vyjadřování vlastních vnitřních pocitů. Hlavní pozornost je věnována především citové deprivaci v raném věku, která vzniká například při odloučení dítěte od rodiny, kdy dítě v jiném prostředí nenachází osobní vztahy, nemůže se vciťovat do druhých, nebo se druzí nevciťují do něj. K tomu dochází také při dlouhodobém pobytu v nemocnici, předáním dítěte do veřejné výchovné instituce, přesunem zájmů rodiny z dítěte na jiné problémy. Příčinou citové deprivace může být i citově chladná matka.
Řada výzkumů prokázala, že citová deprivace působí na malé děti mnohem negativněji než jiná strádání. René Spitz zkoumal vývoj dětí, které se narodily delikventním matkám v době jejich pobytu ve věznici. Sledoval různé ukazatele stavu a vývoje těchto dětí, z nichž část byla dána do ústavních zařízení s dobrými hygienickými a materiálními podmínkami, část zůstala u matek, ale v nevalných hygienických a materiálních podmínkách věznice. Jednoznačně bylo prokázáno, že děti z druhé skupiny se vyvíjely lépe a byly celkově odolnější.

### Další typy deprivací
- Deprivace spánková – delší stav bdělosti beze spánku, který začíná chybět.
- Deprivace psychosociální – nábožensky založený jedinec trpí v světském světě.
- Deprivace relativní – jedinec svou sociální situaci vnímá ve srovnání s jinými jako nepříznivou.

### Deprivace psychická
Psychická deprivace je definována jako duševní stav vzniklý následkem takových životních situací, kde subjektu není dána příležitost uspokojovat některé základní psychické potřeby v dostatečné míře a po dosti dlouhou dobu.
Jsou uváděny čtyři základní takovéto potřeby:
1. potřeba určitého množství, proměnlivosti a druhu podnětů (uspokojení této potřeby umožňuje naladit organismus na určitou žádoucí úroveň aktivity).
2. potřeba základních podmínek pro standardní prožívání života (potřeba určité stálosti, řádu a smyslu v podnětech, tj. „smysluplného světa“, uspokojení této potřeby umožňuje, aby se z podnětů, které by jinak byly chaotické a nezpracovatelné, staly zkušenosti, poznatky a pracovní strategie).
3. potřeba sociálních společenských vztahů (zaměstnání, koníčky, společnost), což umožňuje účinnou základní integraci osobnosti. Uspokojování této potřeby člověku přináší pocit životní jistoty a je podmínkou pro žádoucí vnitřní integraci osobnosti.
4. potřeba společenského uplatnění umožňujícího osvojit si rozličné společenské role a hodnotové cíle.

Deprivace tedy mohou nastávat, je-li tvrdě a bezohledně porušována elementární důvěra subjektu v sebe sama, kdy beznadějně a bezmocně subjekt ztrácí trvalý, stálý pocit víry, naděje a lásky a deprivační situace nastává právě ve chvíli, kdy se tato přirozená rovnováha prodlužuje.

## Deprivační syndrom
Je-li strádání silné a probíhá navíc v prvních měsících či letech života dítěte, dochází ke vzniku deprivačního syndromu (příznaku). Ten mívá dvě základní podoby. První je spíše pasivní, kdy je dítě zaražené, málo se projevuje, je apatické, opožďuje se ve vývoji. Posléze vzniká dojem, že má dítě omezené schopnosti, což má vliv na jeho další osud. Autoportrét takového dítěte by podle výzkumů Evy Vančurové vypadal oproti nedeprivovaným dětem maličký a nakreslen na okraji papíru. Druhou podobou citové deprivace u dítěte je jeho aktivní projev, kdy je dítě velmi živé, mnohdy až přehnaně. Bývá považováno za dotěrné s vysokou potřebou se ostatním vrstevníkům vnutit do přízně. Někdy se to může projevovati zvýšenou agresivitou a hlučností, pomocí které se na sebe dítě snaží upoutat pozornost. Který z těchto dvou projevů deprivačního syndromu se u dětí projeví závisí na jeho temperamentu a částečně i na vnějších okolnostech. V každém případě se však syndrom projevuje negativně z hlediska vztahů k okolí, což dále nepříznivě působí na stav a vývoj postižené osoby.
Deprivační situace (situace osamělosti, odpírání a nedostatku) mohou trvale narušit další vývoj osobnosti, neboť všechna energie může být i nadále stále a znovu vynakládána na to, aby se přece ještě dosáhlo uniklého uspokojení, jistoty nebo bezpečí. Strádání se mohou projevit tendencí k regresivní (ústupné) snaze po závislosti, k touze po nadměrném bezpečí a osobní starostlivosti ze strany druhých (hospitalismus), nebo k životu naplněnému beznadějí a ztrátě jeho smyslu (deprese, suicidium).

## Kinetika deprivace
Neuspokojení bazální potřeby má za následek nejprve jistou pohotovost organismu[zdroj?], což se projevuje většinou celkovým neklidem nebo napětím. V případě, že včas dojde k nápravě a potřeba je nasycena, dochází opět k rovnováze. Je-li však uspokojení potřeb trvale nedostačující, rovnováha je narušena trvale. Bylo prokázáno, že lidé reagují na stejnou deprivační situaci odlišně, v závislosti na své psychické konstituci a osobnostním vývoji. Jak z výše uvedeného vyplývá, je psychická deprivace vážné narušení duševního vývoje a může se projevit v celé struktuře osobnosti. Projevy psychické deprivace mohou mít takové množství různých forem, že není možné vytvořit jejich taxativní výčet. V mnoha případech může projev deprivace budit dojem závažné duševní poruchy nebo jiného onemocnění. Často se setkáváme s tím, že deprivovaní uživatelé/uživatelky služeb mají o sobě nižší sebehodnocení, než odpovídá jejich schopnostem. Také se u nich vyskytují poškození sebevědomí. To bývá způsobeno např. dlouhodobou nezaměstnaností (docházka na úřad je dost frustrující apod.). Diagnostika psychické deprivace je velmi náročná. Je zde velmi důležitá spolupráce s odborníky psychology nebo psychiatry.

## Deprivant
Deprivant je termín zavedený Františkem Koukolíkem k označení člověka, který z psychologických, biologických či sociokulturních důvodů nedosáhl lidské normality, případně o ni přišel. Důsledky deprivantství jsou výraznější v citové než v intelektuální oblasti. Ve vztahu k normalitě jsou lidé v různém rozsahu duševně „nepovedení“, anebo „zmrzačení“. Deprivant jako moderní pojem nerozlišuje mezi sociopatem a psychopatem, tzn. nezjišťuje, zda příčina chování dané osoby tkví ve výchově, nebo tělesném postižení. Tento pojem je obšírně popsán v knize Vzpoura deprivantů Františka Koukolíka a Jany Drtilové a navazujících.

### Charakteristiky deprivanta
Velmi zjednodušeně je lze rozlišit podle několika znaků:
- Mají tendenci vrhat veškeré své úsilí na získání moci a majetku a na manipulaci jinými lidmi (obzvláště ofenzivní typy deprivantů).
- Mívají náhradní program lidství, postrádající přiměřenou dávku odpovědnosti, altruismu i tvořivosti.
- Deprivanti mívají tendenci sdružovat se do koalic.
- Ničí vyšší, diferencovanější citové a morální hodnoty.
- Destruktivita je někdy jejich základní životní program.